# Medmenham
 (novembre 2016).
Si vous disposez d'ouvrages ou d'articles de référence ou si vous connaissez des sites web de qualité traitant du thème abordé ici, merci de compléter l'article en donnant les références utiles à sa vérifiabilité et en les liant à la section « Notes et références ».
Medmenham est un village du Buckinghamshire, en Angleterre. Ce village est situé au bord de la Tamise, entre Marlow et Henley-on-Thames. 
Son nom est d'origine anglo-saxonne. Il signifie middle-sized homestead. Dans le Domesday Book de 1086, il est enregistré sous le nom de Medmeham.